# 哈爾曼利
哈爾曼利是保加利亞的城鎮，位於該國東南部馬里查河畔，距離首府哈斯科沃33公里，由哈斯科沃州負責管轄，海拔高度60米，受大陸性氣候影響，2009年人口18,557。

## 外部連結
- 哈爾曼利信息门户网站

41°56′N 25°54′E / 41.933°N 25.900°E